# Gymnoscelis polyodonta
Glaucoclystis polyodonta là một loài bướm đêm trong họ Geometridae.